# ドア・イン・ザ・フェイス
ドア・イン・ザ・フェイス（英語: door-in-the-face technique、DITF）、譲歩的要請法（じょうほてきようせいほう）は、社会心理学で一般的に研究されている承諾を得る手法の一つである。訪問してきた説得者の顔めがけて玄関のドアを閉めるといった比喩のように、説得者は、回答者が断る可能性が最も高い大きな要求を1番目に行うことによって、2番目の要求を回答者に従わせるように説得する。 その場合、回答者は、同じ要求が単独で行われる場合よりも、2番目のより合理的な要求に同意する可能性が高くなる。DITF手法は、説得者が小さな要求から始めて、各要求の要求を徐々に増やすフット・イン・ザ・ドア(FITD) 手法とは対照的である。FITDとDITFの両方の手法により、回答者が2番目の要求に同意する可能性が高くなる。